# Arthur Veldhoen
Arthur Veldhoen (Haarlem, 8 november 1974) is een Nederlandse voormalig marathonschaatser. Hij reed in het A-peloton tussen 1997 en 2004.
Als eerstejaars marathonschaatser werd Veldhoen als belofte gezien door zijn aanvallende manier van schaatsen en zijn uitslagen in diverse Unox-cup wedstrijden. In de Greenery-zesdaagse won hij het jongerenklassement. Opmerkelijk was zijn prestatie in 1998 tijdens de Alternatieve Elfstedentocht in Kuopio, waar onder erbarmelijke omstandigheden geschaatst werd en Veldhoen als 11e rijder de eindstreep haalde. Tijdens deze wedstrijd behaalden slechts 17 deelnemers de finish en werd de tocht met temperaturen van lager dan 20 graden onder nul vergeleken met de barre elfstedentocht van 1963.
Sinds 1997 is Veldhoen werkzaam als fysiotherapeut.